# Lançador titular

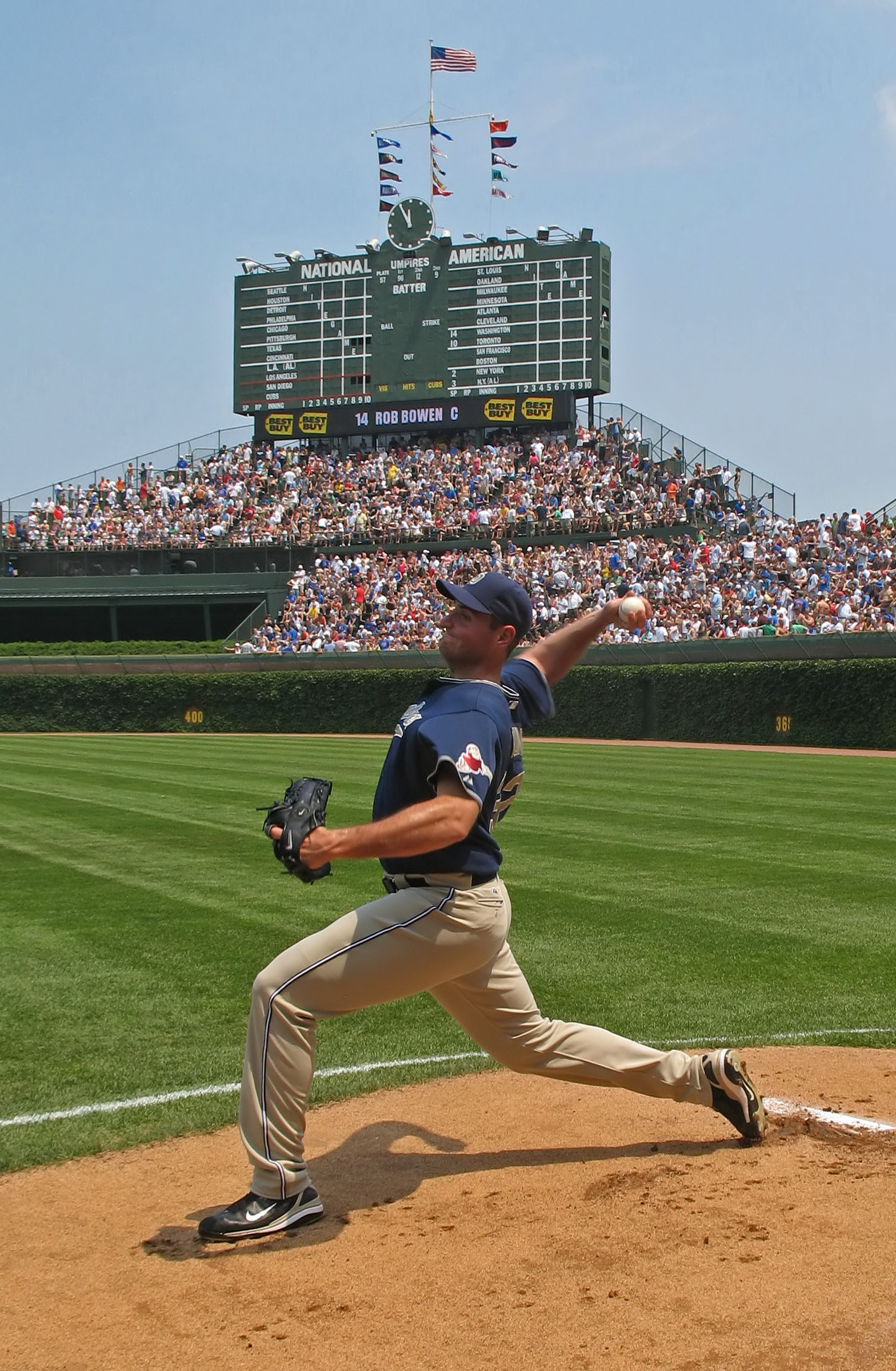
Chris Young a aquecer no Bullpen minutos antes do inicio do jogo em Wrigley Field

No basebol e softbol, o lançador titular (português europeu) ou arremessador titular (português brasileiro) é o lançador que começa a lançar a bola em primeiro lugar por parte da equipa que defende. Por norma, e caso não ocorra nenhuma lesão ou outra questão técnica ou ambiental fora do normal, o lançador titular está em jogo apenas até ao 5º inning. Sendo depois substituído por um lançador secundário. Em jogos de basebol a nível profissional, o lançador titular normalmente descansa durante três ou quatro dias até voltar a lançar de novo. Por isso, uma equipa profissional possui entre 4 a 6 lançadores no seu plantel. Estes lançadores e a sequência em que eles atuam em cada jogo é designada de rotação.